# علجوم حقيقي
عُلجُوميات أو علجوم حقيقي (الاسم العلمي: Bufonidae)، فصيلة تنتمي لرتبة الضفادع.

## اجناس
تحتوي الفصيلة علي 500 نوع مصنفين علي 38 جنس منهم علجوم بوفو